# Mujiaoshakua plana
Mujiaoshakua plana är en fjärilsart som beskrevs av Alfred Ernest Wileman 1911. Mujiaoshakua plana ingår i släktet Mujiaoshakua och familjen mätare. Inga underarter finns listade i Catalogue of Life.